# Leithiinae
A sivatagi pelék (Leithiinae) az emlősök (Mammalia) osztályában a rágcsálók (Rodentia) rendjébe sorolt pelefélék (Gliridae) családjának egyik alcsaládja.

## Rendszerezésük
Az alcsaládba 6 nem 12 faja tartozik:
- Chaetocauda Wang, 1985 - 1 faj
  - kínai pele (Chaetocauda sichuanensis) Wang, 1985
- Dryomys Thomas, 1906 - erdei pelék, 3 faj
- Eliomys Wagner, 1840 - kerti pelék, 3 faj
- Muscardinus Kaup, 1829 - mogyorós pelék, 1 faj
  - mogyorós pele (Muscardinus avellanarius) Linnaeus, 1758
- Myomimus Ognev, 1924 - egérpelék, 3 faj
- Selevinia Belosludov & Bazhanov, 1939 - ballagófülű pelék, 1 faj
  - ballagófülű pele vagy más néven sivatagi pele (Selevinia betpakdalaensis) Belosludov & Bazhanov, 1939

Kihalt nemek 
- - Leithia - óriás pelék, 2 faj
  - Hypnomys Bate, 1918 - Baleár-szigeteki pelék, 2 kihalt faj